# Luigi Loir

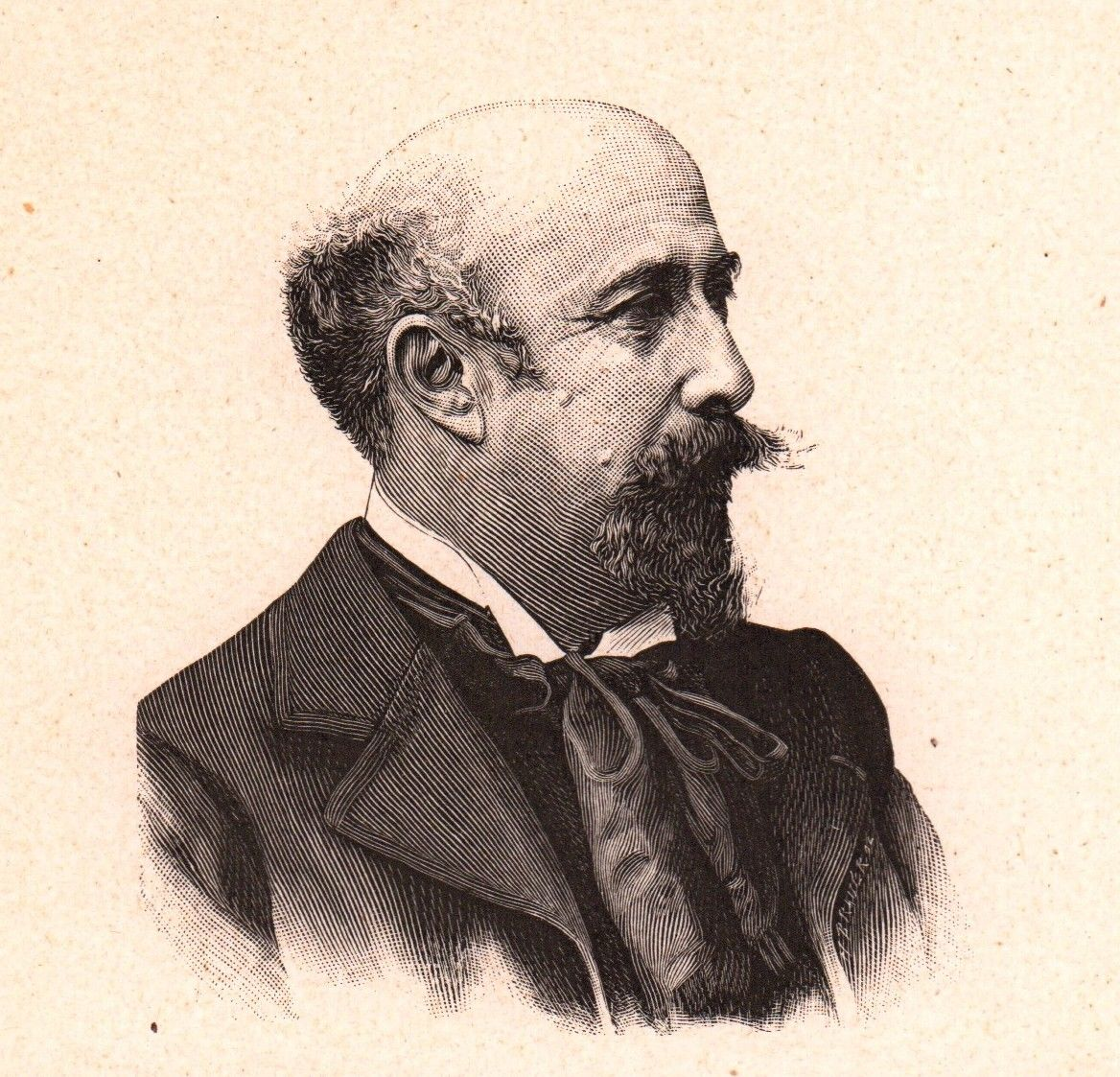
Luigi Loir (um 1900)

François-Joseph Luigi Loir (* 22. Dezember 1845 in Görz, Österreich; † 9. Februar 1916 in Paris, Frankreich) war ein französischer Maler, der durch die Darstellung alltäglicher Szenen des Pariser Lebens aus dem späten 19. und frühen 20. Jahrhundert berühmt wurde.

## Leben und Werk
Der Sohn französischer Eltern begann 1853 ein Kunststudium an der Académie des Beaux Arts in Parma, das er 1865 erfolgreich abschloss. Seinen Durchbruch in der Kunstszene erreichte er mit seinem Werk Paysage à Villiers-sur-Seine, das er im selben Jahre malte. Daraufhin arbeitete er unter der Anleitung des Malers Jean Amable Amédée Pastelot (1810–1870) und erstellte zahlreiche Decken- und Wandgemälde, die ihm zu großer Bekanntheit verhalfen.
Während des Salon des Sciences im Hôtel de Ville stellte er sein Werk Les Préparatifs de la fête foraine aus, das zu einem großen Erfolg wurde. Seine Leistung veranlasste den Stadtrat von Paris zum Erwerb des Gemäldes Le Marché à la Ferraille und La Rue de la Pitié, vue du Val de Grâce. Auch die Gattin des russischen Zaren kaufte Gemälde des Künstlers.
Die Werke Loirs konzentrieren sich auf Ansichten und Szenen von Paris. Er wurde 1870 zum offiziellen Maler der Boulevards von Paris ernannt. Seine Werke werden vor allem in zahlreichen französischen Museen, wie dem Palais des Beaux Arts in Paris, aber auch in Moskau, Prag und Wien ausgestellt. Eine große Anzahl seiner Öl- und Aquarellgemälde sowie seiner Lithographien wurden durch die Stadt Paris gekauft.
1898 erhielt Loir die Auszeichnung Légion d’Honneur.
Luigi Loir starb am 9. Februar 1916 im Alter von 70 Jahren in Paris.

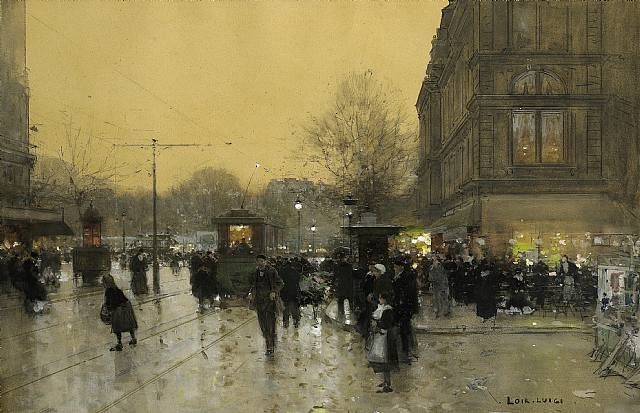
Ein Platz in Paris
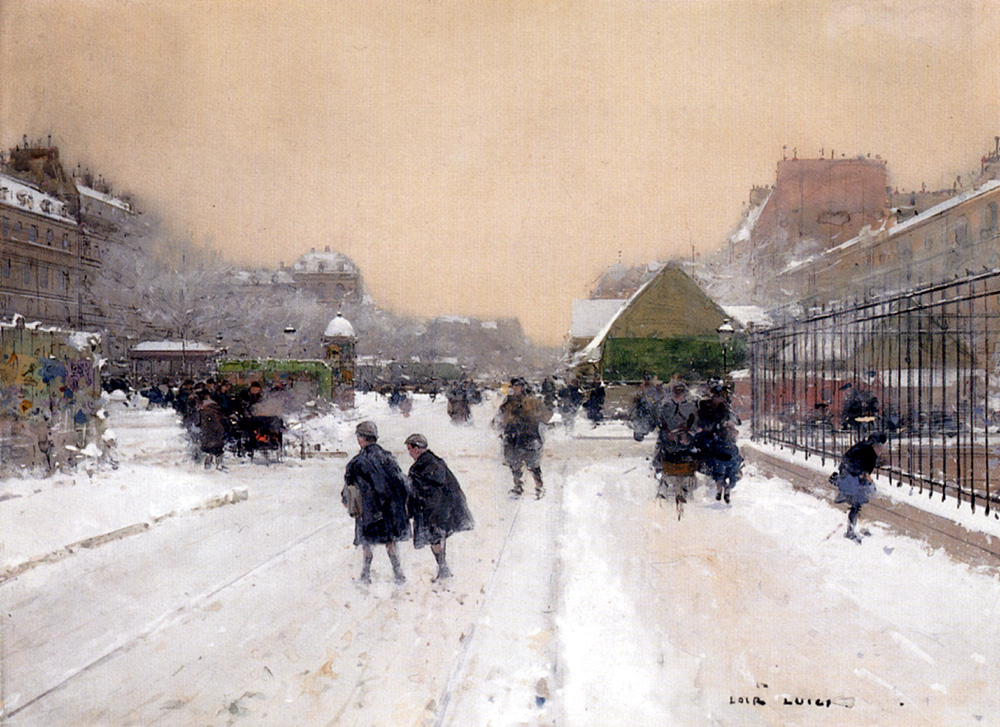
Paris im Schnee
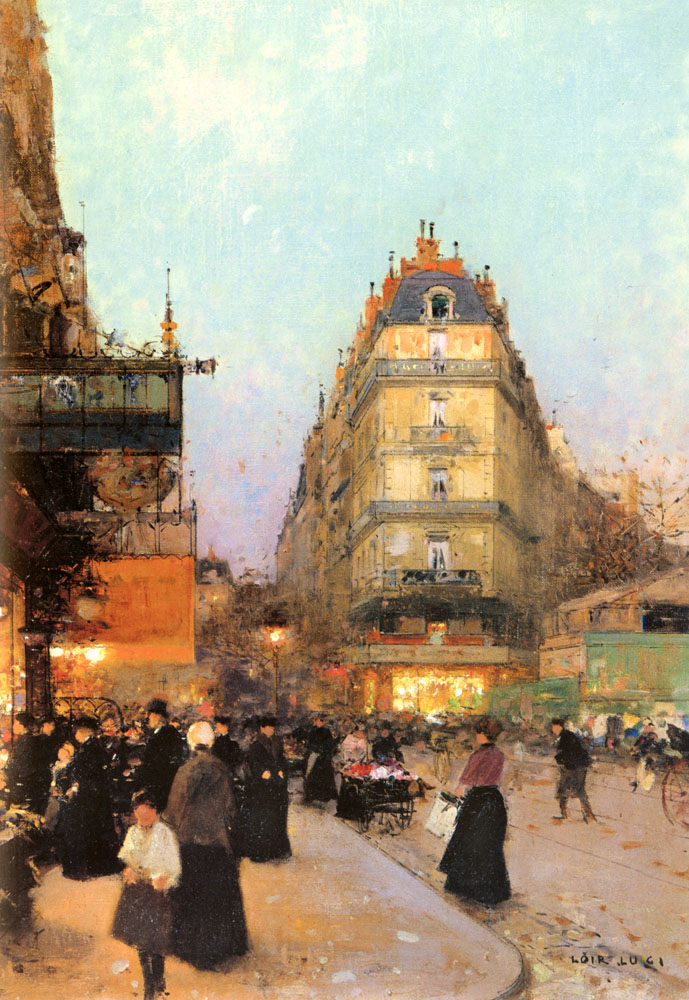
Les Grands Boulevards
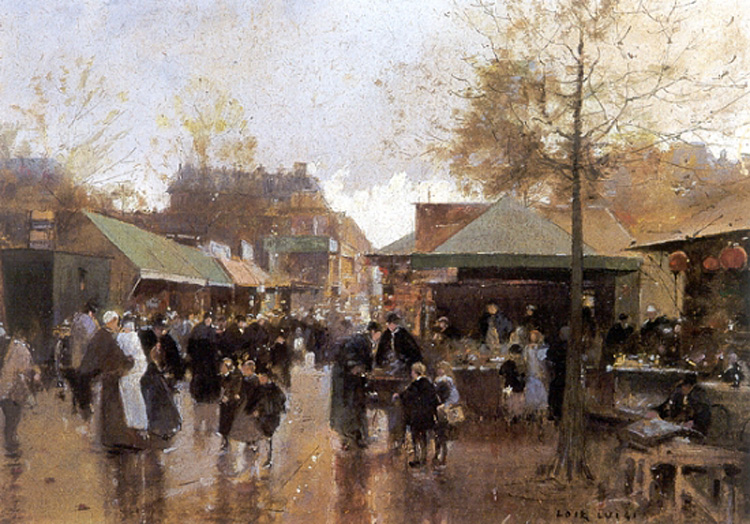
Der Flohmarkt, Porte de Clignancourt
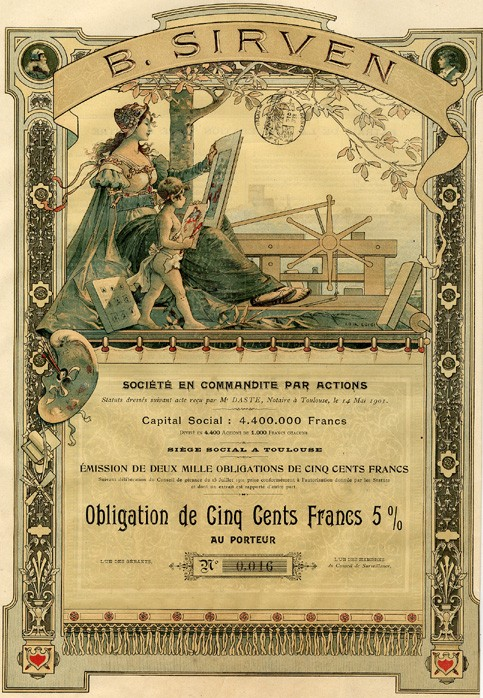
Wertpapierdesign von Luigi Loir
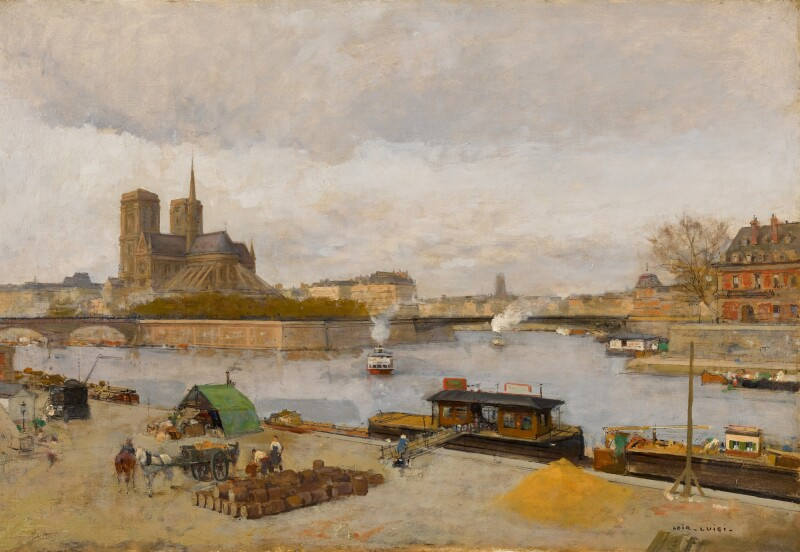
Kathedrale Notre-Dame
Am Strand